# Mulligan River
Der Mulligan River ist ein Fluss im äußersten Südwesten des australischen Bundesstaates Queensland.

## Geographie

### Flusslauf
Der Fluss entspringt in der Toko Range, rund zehn Kilometer östlich der Grenze zum Northern Territory. Er fließt zunächst nach Südosten und dann nach Süden an der Ostgrenze der Simpson-Wüste entlang. Bei Muncoonie, östlich des Simpson-Desert-Nationalparks, versickert er westlich des Eyre Creek im Untergrund.
Wenige Kilometer weiter südwestlich, bei Annandale, tritt der Eyre Creek erneut zu Tage und führt sein Wasser und das des Mulligan River – soweit vorhanden – nach Süden zum Warburton River ab. Den größten Teil des Jahres und oft viele Jahre hintereinander liegen diese Flüsse aber trocken.

### Nebenflüsse mit Mündungshöhen
Der Mulligan River hat folgende Nebenflüsse:
- Mulligan Creek – 193 m
- Sandy Creek – 186 m
- Ripunthala Creek – 161 m
- Kalabarkaloo Creek – 112 m

### Durchflossene Seen
Der Mulligan River durchfließt etliche Wasserlöcher und Seen, die meist auch dann mit Wasser gefüllt ist, wenn der Fluss selbst trocken liegt:
- Wandera Waterhole – 114 m
- Cootadoo Waterhole – 106 m
- Wongitta Waterhole – 90 m
- Lake Wongitta – 88 m
- Lignum Waterhole – 85 m
- Titibilkie Waterhole – 76 m
- Pulchera Waterhole – 76 m
- Teriwa Waterhole – 75 m
- Piatree Waterhole – 70 m
- Cooyeana Waterhole – 65 m
- Mumbleberry Waterhole – 63 m
- Tarpoolerie Waterhole – 59 m